# Савін Іван Олексійович
Іван Олексійович Савін (рос. Иван Алексеевич Савин, 24 квітня 1953, Архангельське — 2 січня 1995, Грозний) — радянський та російський військовий, полковник. Учасник Першої чеченської війни, один із ключових керівників новорічного штурму Грозного, під час якого і загинув. Герой Російської Федерації (2005, посмертно).

## Біографія

### Ранні роки
Іван Савін народився 24 квітня 1953 року в селі Архангельське Будьонівського району Ставропольського краю. У рідному селі закінчив 8 класів середньої школи.

### У збройних силах
- 16 травня 1971 року — призваний на строкову службу в армію.
- 1972 — командир відділення.
- 1973 — заступник командира взводу.
- 1973—1977 — курсант, старшина роти курсантів. Харківське ГВТКУ. Закінчив із відзнакою.
- 1977—1978 — командир танкового взводу. 18 відб, 21 мсд, 2-а гвардійська армія, ГСВГ.
- 1978—1981 — командир танкової роти.
- 1981—1984 — начальник штабу танкового батальйону.
- 1984—1987 — слухач командного факультету ВАБВ.
- 1987—1989 — начальник штабу-заступник командира мотострілецького полку.
- 1989—1994 — командир 693-го гвардійського мотострілкового полку (19 мсд, 42 ак, СКВО).
- 31 березня 1994-2 січня 1995 — командир 131-ї окремої мотострілецької бригади 67-го армійського корпусу СКВО (Майкоп).

### Загибель
З початку грудня 1994 року бере участь у Першій чеченській війні. Учасник новорічного штурму Грозного. Під час боїв за залізничний вокзал, 131-ша бригада зазнала тяжких втрат убитими і пораненими внаслідок засідки, влаштованої переважаючим за чисельністю супротивником. У бою за Грозний загинуло 157 бійців бригади, у тому числі 24 офіцери (серед них і сам полковник Савін), один прапорщик і 60 унтер-офіцерів і солдатів убитими, а 12 офіцерів, один прапорщик і 59 унтер-офіцерів та солдатів зникли без вісті (імовірно теж загинули). Бригада також втратила 22 танки Т-72, 45 БМП-2 та 37 легкових та вантажних автомобілів. Тіло полковника Савіна було знайдено лише 21 січня. 26 січня 1995 року Іван Савін із військовими почестями був похований в рідному селі.

## Нагороди
- Звання «Герой Російської Федерації» (7 вересня 2005, посмертно) — «за мужність і героїзм, проявлені під час виконання військового обов'язку».  Нагорода була передана вдові комбрига, Валентині Савіній, під час жалобного мітингу,  присвяченого присвоєнню полковнику Савіну Зірки Героя. До звання Героя Російської Федерації був представлений незабаром після загибелі, але до президента Єльцина подання не дійшло і присвоєння не було.[1]
- Орден Мужності (31 грудня 1994).
- Орден «За службу Батьківщині у Збройних Силах СРСР» III ступеня.
- Медалі:
  - Ювілейна медаль «60 років Збройних Сил СРСР»;
  - Ювілейна медаль «70 років Збройних Сил СРСР»;
  - Медаль «За бездоганну службу» другого та третього ступенів.

## Пам'ять

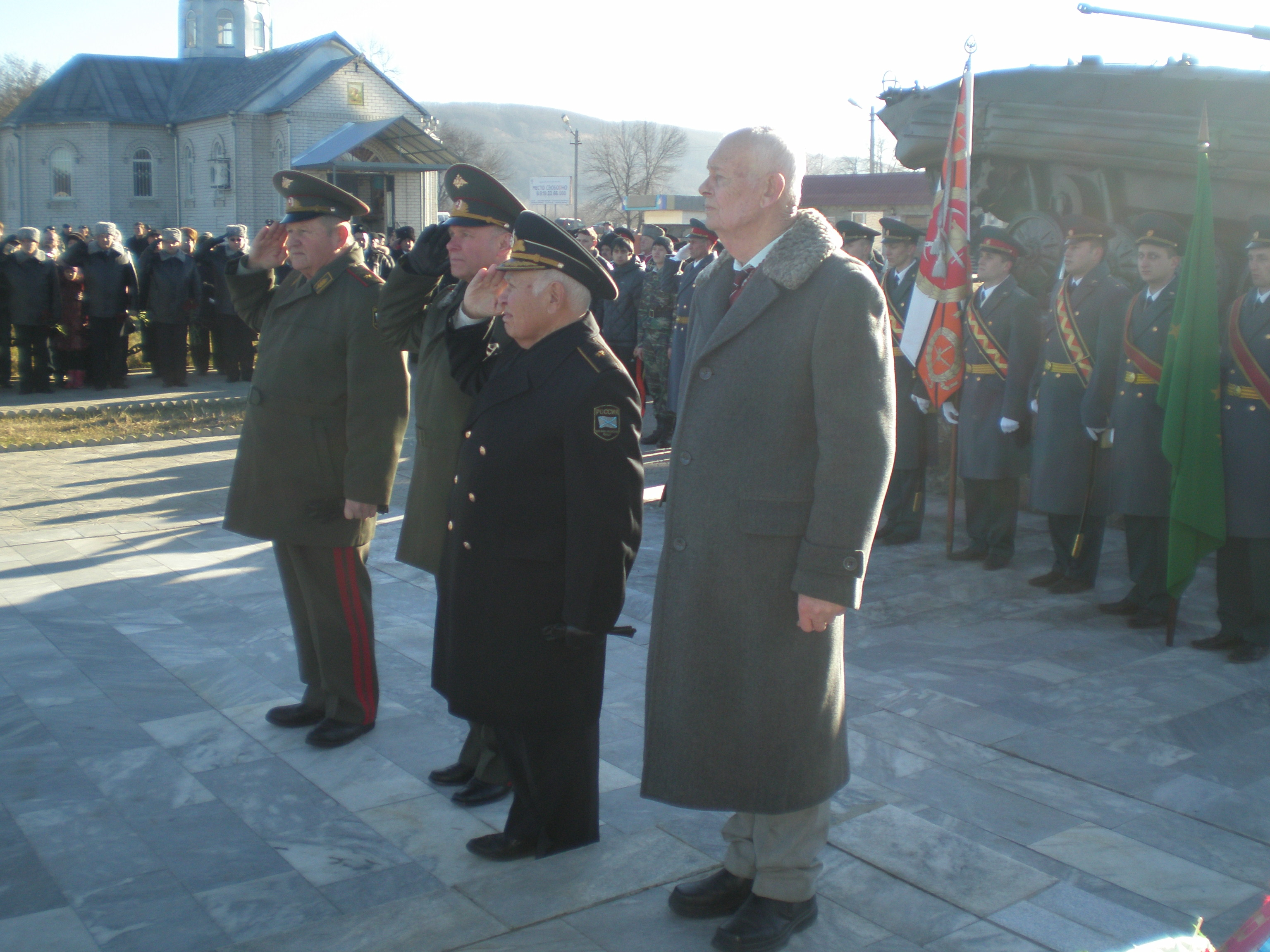
У День пам'яті загиблих у локальних конфліктах біля Пам'ятника бійцям бригади. Генерали Дорофєєв, Колягін і Щепін, адмірал Тхагапсов, Майкоп, 2 січня 2013 року

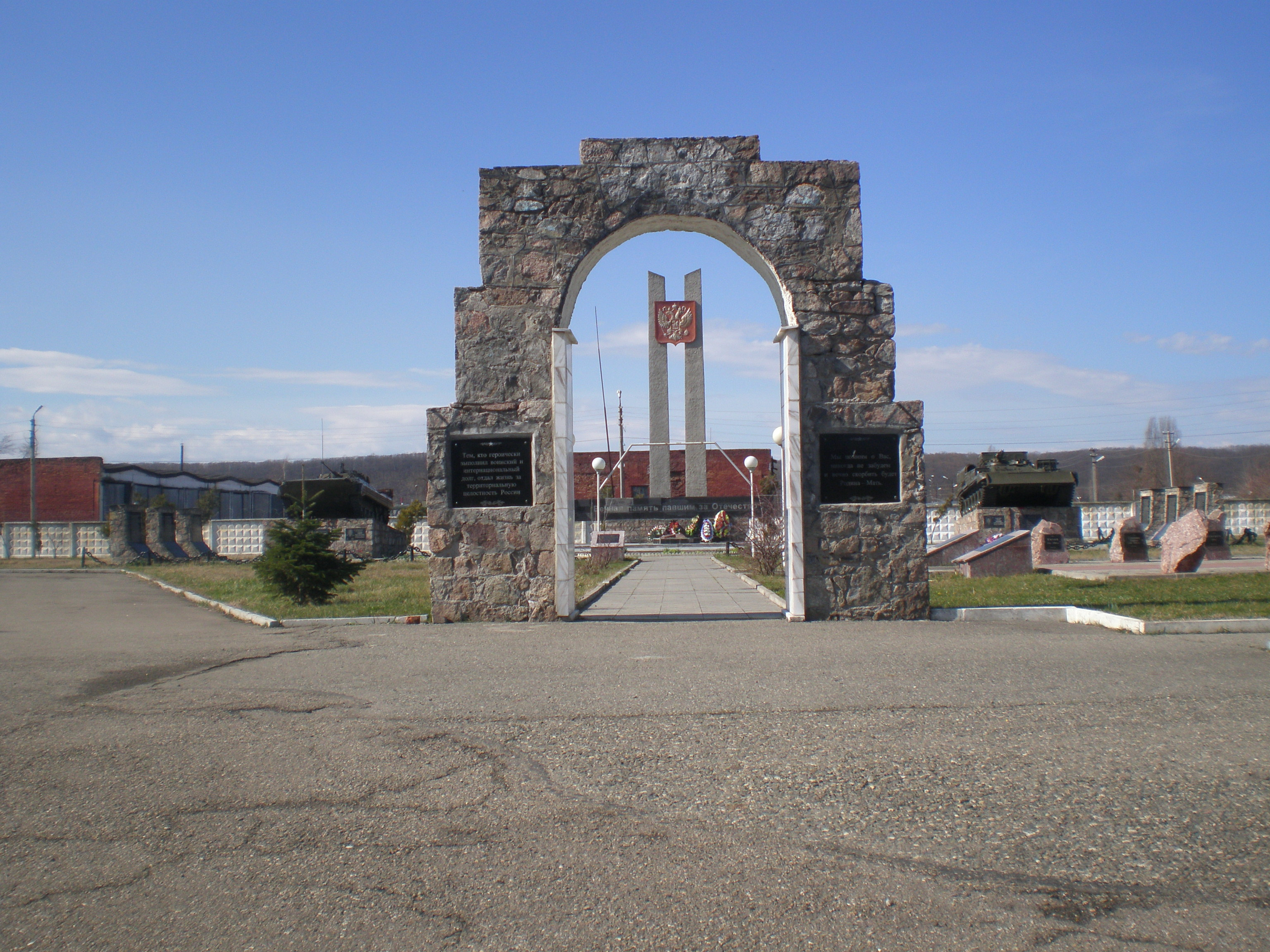
Меморіал воїнам, які загинули в локальних конфліктах, Майкоп

У Майкопі, у місці дислокації 131-ї окремої мотострілецької бригади, встановлено Меморіал, присвячений військовослужбовцям бригади, які загинули у локальних конфліктах. На постаменті пам'ятника встановлено меморіальну дошку на згадку про командира бригади. Щороку 2 січня на меморіалі проводиться урочисто-жалобна перекличка загиблих військовослужбовців. Також меморіальна дошка встановлена на будинку 385 на Піонерській вулиці Майкопа, де проживав Іван Савін.
Полковник Савін став прототипом полковника Суворова у фільмі Олександра Невзорова «Чистилище», що розповідає про події зимового штурму Грозного. Роль виконав Віктор Степанов.